# Revosip
Revosip — кроссплатформенное VoIP приложение которое может использоваться совместно с цифровыми офисными IP ATC поддерживающими протокол SIP и предназначено для выполнения телефонных звонков.
SIP софтфон Revosip может работать как отдельное оконное приложение, так и веб приложение непосредственно с веб браузера.
Реализация софтфона в виде облачного сервиса позволяет централизованно хранить настройки приложения, список контактов, профили подключения к IP ATC, а также пользоваться приложением на любом ПК в любой точке мира при наличии доступа к сети Интернет.
Существуют версии для ОС Microsoft Windows, Linux, Mac OS X.

## Стандартные возможности
- Кроссплатформенность
- Возможность работать как отдельное приложение, так и веб приложение с веб браузера
- Неограниченное количество независимых линий
- Отображение информации о звонке и его состояния
- Облачный список контактов
- Поддержка сетевых статусов
- Режим автоответа входящих звонков
- Программное усиление громкости наушников и микрофона
- Отключение микрофона и наушников
- "Тихий режим"
- Повторный набор последнего номера
- Автодозвон
- Удержание вызова
- Отказ от вызова
- Условный и безусловный трансфер звонков
- История звонков
- Посылка DTMF сигналов
- Смена оформлений интерфейса (скинов)
- Поддержка русского, украинского, английского языков интерфейса

## Технические характеристики
- VoIP протокол: SIP 2.0 (RFC3261)
- Транспортные протоколы: SIP/UDP, RTP/RTCP
- Сетевой протокол: IPv4
- NAT оптимизация: параметр "rport", STUN разведка, симметричный RTP, периодическая посылка SIP и RTP KeepAlive сообщений, привязка к IP адресу SIP сервера
- Аудиокодеки: ALAW, ULAW, GSM, iLBC, G729A, SPEEX NB, SPEEX WB, SPEEX UWB, SILK NB, SILK MB, SILK WB, SILK SWB
- Методы отправки DTMF: SIP INFO, RFC2833
- Поддержка SIP Outbound Proxy
- Автоматическое определение и конфигурация аудиоустройств

## Системные требования
- Процессор минимум 1 GHz или эквивалент
- Графическая видеокарта с поддержкой DirectX
- Оперативная память минимум 1 Gb RAM
- Свободное место на жестком диске не менее 50 Mb
- Операционная система Microsoft Windows, Mac OS X, Linux
- Звуковая карта с поддержкой каналов 16bit/8 kHz
- Виртуальная машина Java версии 1.6 update 10 или выше
- Веб браузер с поддержкой Java Plug-in: Google Chrome, Mozilla Firefox, Opera, Safari, Microsoft Internet Explorer
- Высокоскоростное подключение к Интернету
- Гарнитура